# Bob Seagren
Robert "Bob" Seagren (Pomona, 17 de outubro de 1946) é um ex-atleta e campeão olímpico norte-americano, especializado no salto com vara. Um dos maiores saltadores de todos os tempos, quebrou seis vezes o recorde mundial da modalidade entre 1966 e 1972.
Seagren começou a praticar o salto com vara na adolescência em sua cidade natal na Califórnia saltando de telhado em telhado com uma vara de bambu. Seu primeiro título internacional foi nos Jogos Pan-americanos de 1967, em Winnipeg, Canadá, onde conquistou a medalha de ouro com um salto de 4,90 m. Nos Jogos Olímpicos  da Cidade do México 1968, ganhou  o ouro com a marca de 5,40 m, 1 cm abaixo do recorde mundial que havia estabelecido um mês antes e novo recorde olímpico. Vários atletas atingiram esta marca mas Seagran chegou até ela em menos tentativas.
Em Munique 1972, ele é mais lembrado pelo ouro que não ganhou. Favorito da prova e recordista mundial, agora com a marca de 5,63 m, no último minuto as regras da competição foram alteradas pela IAAF e a “vara-banana” (chamada cata-pole), tipo usado por vários saltadores incluindo Seagran, foi proibida; com isso ele teve que competir com uma vara não-familiar e ficou em segundo, atrás do alemão Wolfgang Nordwig, medalha de bronze anteriormente no México e que não usava a “vara-banana” em seus treinamentos. Revoltado, ao fim da prova Seagren presenteou o presidente da IAAF, Adriaan Paulen, com a vara com a qual foi obrigado a competir. Esta foi a primeira vez nos Jogos Olímpicos que os Estados Unidos não venceram a prova do salto com vara, título que só recuperariam em Sydney 2000, com Nick Hysong.
Depois de deixar o atletismo olímpico, ele passou a competir profissionalmente no circuito da  International Track Association e começou uma carreira de ator com várias participações em filmes, sitcons e seriados americanos dos anos 70 e 80, entre eles Dinastia, Falcon Crest, Mulher Maravilha,  Buck Rogers, Ilha da Fantasia e As Panteras.
Atualmente Seagren é CEO da International City Racing, empresa dedicada a planejar, organizar e dirigir corridas de rua nos Estados Unidos, como a Maratona Internacional de Long Beach.